# سنتانة
سنتانة أو سنتانا أو (نقحرة: سانتانا) هي إحدى أجزاء ماديرا في البرتغال، يبلغ عدد سكانها 7719 وذلك حسب إحصائيات عام 2011، تبلغ مساحتها 95.56 كم².
‌